# Marcus Favonius
Marcus Favonius (c. 90 v.Chr. - 42 v.Chr.) was een Romeins politicus en cynicus uit de 1e eeuw v.Chr.
Marcus Favonius werd vermoedelijk rond 90 v.Chr. geboren in het dorpje Tarracina.
Hij was een bewonderaar en navolger van Cato maior. Hij dong in 60 v.Chr. tevergeefs naar het ambt van tribunus plebis.
Hij was als voormalig quaestor in 59 v.Chr. lid van de senaat en tegenstander van het eerste triumviraat, vooral van Gnaius Pompeius Magnus maior, over wiens grote macht hij zich dikwijls ergerde.  In 52 v.Chr. werd hij tot aedilis curulis verkozen, vooral door de invloed van Cato minor. Hij zou ook in het proces tegen Titus Annius Milo optreden als quaesitor.
Met grote, in die tijd dikwijls gevaarlijke vrijmoedigheid verzette hij zich tegen de eerzuchtige plannen van Pompeius. Hij werd in 49 v.Chr., na een mislukte verkiezingscampagne het jaar ervoor, praetor.
Hij wilde in het volgende jaar - hij was toen vermoedelijk propraetor - niets horen van een schikking met Gaius Julius Caesar, die intussen oprukte, zodat hij zich nu zelfs bij Pompeius aansloot.
Hij zou vervolgens samen met Quintus Caecilius Metellus Pius Cornelianus Scipio Nasica in Macedonia en Griekenland de strijd aanbinden met Caesar.
Hij verliet Pompeius ook niet na de nederlaag bij Pharsalus, maar vergezelde hem op zijn vlucht en keerde eerst na diens dood naar Rome terug. Caesar schonk hem genade.
Na diens moord werd hij wegens zijn nauwe banden met Marcus Iunius Brutus en Gaius Cassius Longinus verbannen. Hij werd in de slag bij Philippi gevangengenomen en werd op bevel van Octavianus ter dood gebracht.
Cicero noemt hem meermaals als redenaar.